# Давид ди Донателло 1996
41-я церемония вручения наград премии «Давид ди Донателло» состоялась 8 июня 1996 года в театре Элизио.

## Победители и номинанты

### Лучший фильм
- Отпуск в августе, режиссёр Паоло Вирдзи
- Целлулоид, режиссёр Карло Лиццани
- Ускользающая красота, режиссёр Бернардо Бертолуччи
- Фабрика звёзд, режиссёр Джузеппе Торнаторе

### Лучшая режиссура
- Джузеппе Торнаторе — Фабрика звёзд
- Бернардо Бертолуччи — Ускользающая красота
- Карло Лиццани — Целлулоид
- Паоло Вирдзи — Отпуск в августе

### Лучший дебют в режиссуре
- Стефано Инсерти — Контролёр
- Миммо Калопрести — Второй раз
- Леонардо Пьераччони — I laureati

### Лучший сценарий
- Фурио Скарпелли, Уго Пирро и Карло Лиццани — Целлулоид
- Франческо Бруни и Паоло Вирдзи — Отпуск в августе
- Фабио Ринаудо и Джузеппе Торнаторе — Фабрика звёзд

### Лучший продюсер
- Пьетро Инноченци и Роберто Ди Джироламо — Палермо-Милан: Билет в одну сторону
- Анджело Барбагалло и Нанни Моретти — Второй раз
- Амедео Пагани — Взгляд Одиссея

### Лучшая женская роль
- Валерия Бруни-Тедески — Второй раз
- Лина Састри — Целлулоид
- Лаура Моранте — Отпуск в августе
- Вирна Лизи — Там, куда ведёт сердце

### Лучшая мужская роль
- Джанкарло Джаннини — Целлулоид
- Серджио Кастеллитто — Фабрика звёзд
- Эннио Фантастичини — Отпуск в августе
- Джанкарло Джаннини — Палермо-Милан: Билет в одну сторону

### Лучшая женская роль второго плана
- Марина Конфалоне — Второй раз
- Стефания Сандрелли — Нимфа
- Лина Састри — Задушенные жизни

### Лучшая мужская роль второго плана
- Леопольдо Триесте — Фабрика звёзд
- Рауль Бова — Палермо-Милан: Билет в одну сторону
- Алессандро Абер — I laureati

### Лучшая операторская работа
- Альфио Контини — За облаками
- Дариус Хонджи — Ускользающая красота
- Данте Спинотти — Фабрика звёзд

### Лучшая музыка
- Мануэль Де Сика — Целлулоид
- Эннио Морриконе — Фабрика звёзд
- Армандо Тровайоли — Роман бедного юноши

### Лучшая художественная постановка
- Франческо Бронзи — Фабрика звёзд
- Энрико Джоб — Нимфа
- Джанни Сильвестри — Ускользающая красота

### Лучший костюм
- Дженни Беван — Джейн Эйр
- Беатрис Бордоне — Фабрика звёзд
- Лучано Сагони — Целлулоид

### Лучший монтаж
- Чечилия Дзанузо — Пазолини. Преступление по-итальянски
- Уго Де Росси — Палермо-Милан: Билет в одну сторону
- Массимо Квалья — Фабрика звёзд
- Пьетро Скалия — Ускользающая красота
- Карла Симончелли — Задушенные жизни

### Лучший звук
- Джанкарло Лауренци — Палермо-Милан: Билет в одну сторону
- Массимо Лоффреди — Фабрика звёзд
- Алессандро Занон — Второй раз

### Лучший иностранный фильм
- Нелли и месье Арно, режиссёр Клод Соте

### Лучшая иностранная актриса
- Сьюзен Сарандон — Мертвец идёт

### Лучший иностранный актёр
- Харви Кейтель — Дым

### David speciale
- Вирна Лизи
- Рита Чекки Гори
- Аурелио Де Лаурентис
- Джованни Ди Клементе

### David alla carriera per il quarantesimo anniversario
- Витторио Гассман
- Джина Лоллобриджида